# Helige profeten Elias kyrka, Ravnaja
Helige profeten Elias kyrka (serbiska: Црква Светог пророка Илије/Crkva Svetog proroka Ilije) är en liten serbisk-ortodox kyrkobyggnad belägen i byn Ravnaja i kommunen Krupanj i distriktet Mačva i nordvästra Serbien.
Kyrkan är helgad åt den israelitiske profeten Elia och tillhör det serbisk-ortodoxa stiftet Šabacs stift.

## Historik
Helige profeten Elias kyrka började byggas 1923 under ledning av prästen Dragoljub Dimitrijević. Kyrkan stod färdig 1931.
Kyrkan byggdes av Mitar Aleksić, Vladisav Ivanović, Ljubisav Pavlović, Jovan Bojić från Ravnaja och Dragija Grujičić från Banjevac med hjälp av andra bybor.
2008 renoverades kyrkan.

## Övrigt
Gudstjänster brukar hållas i kyrkan endast två gånger per år.

## Bilder

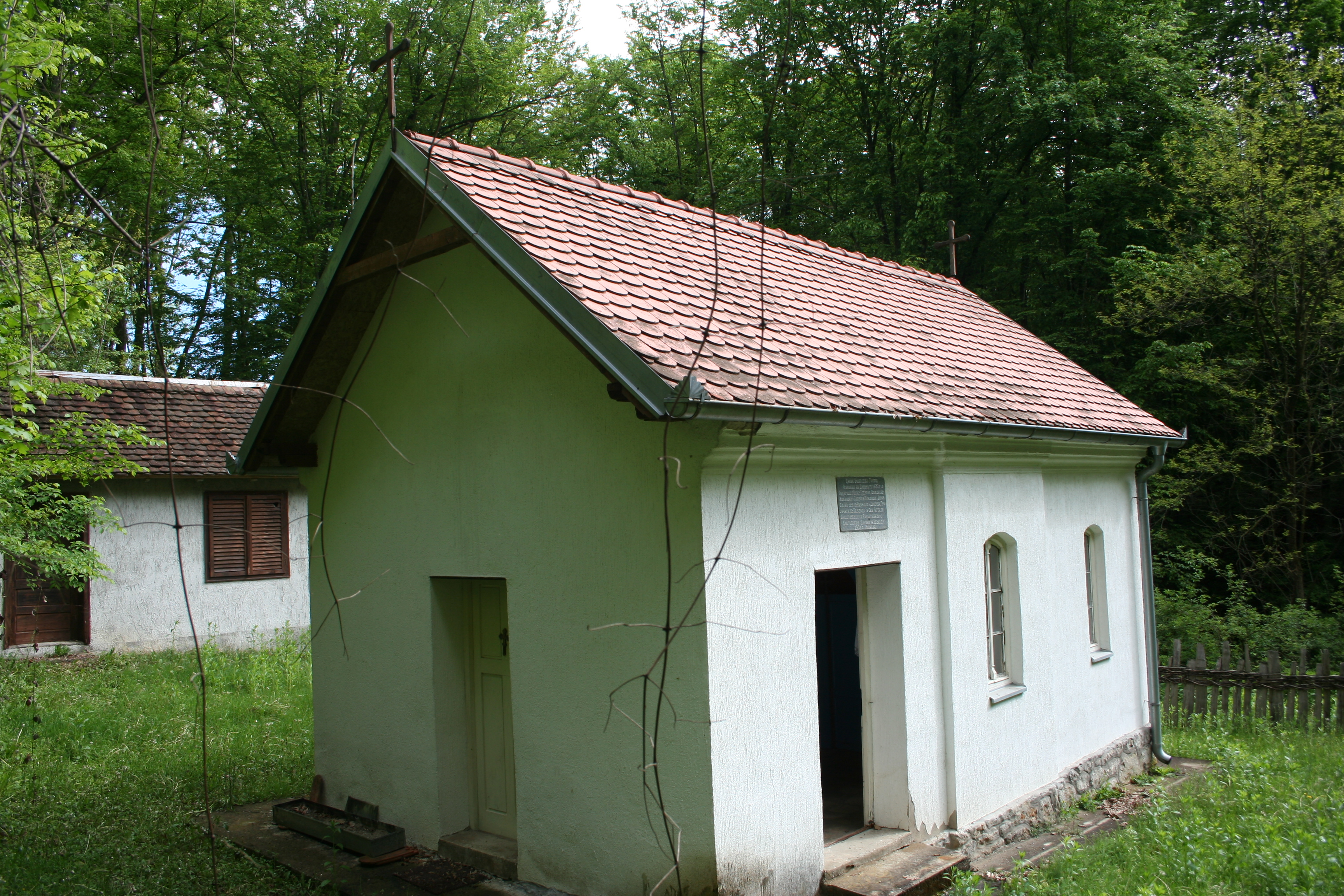
Baksidan.
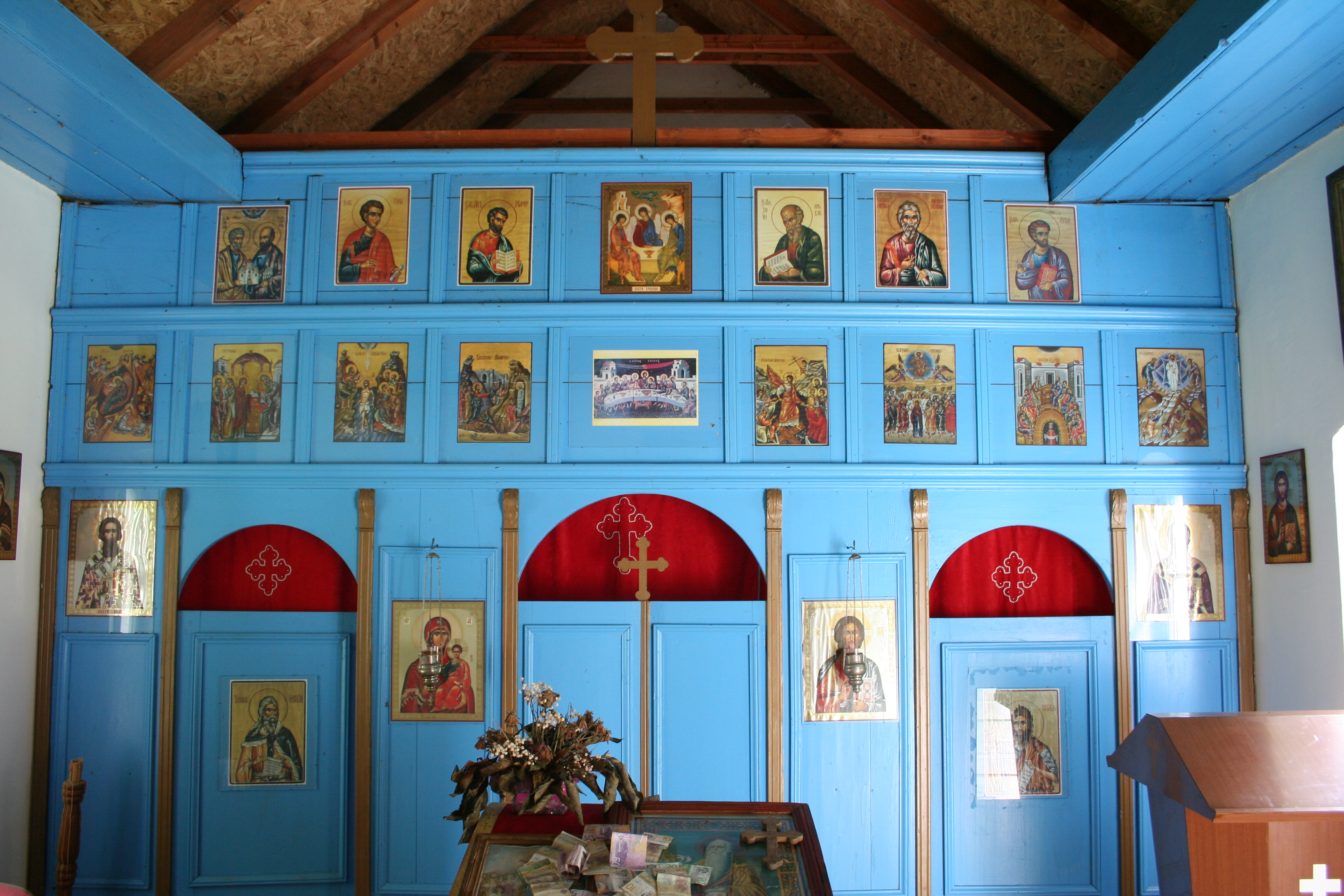
Kyrkans interiör mot ikonostasen.
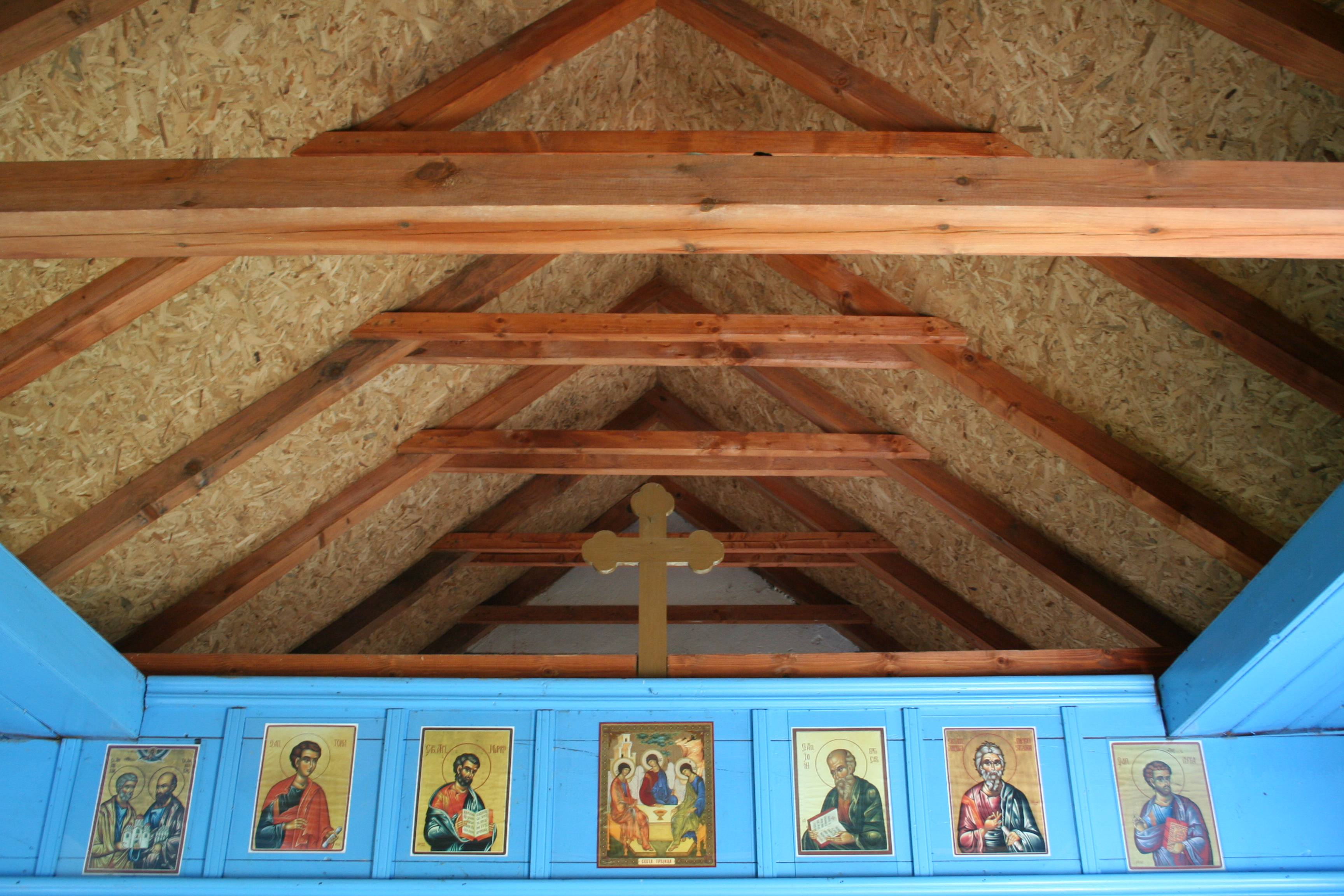
Taket.